# Astiphromma sericans
Astiphromma sericans là một loài tò vò trong họ Ichneumonidae.